# ミドルウッド
株式会社ミドルウッド (英: Middlewood Co.,Ltd.) は東京都新宿区歌舞伎町に本社を置く、ホテルなどを運営する企業。「グランパークホテルエクセル」「グランパークホテルパネックス」「グランパークイン」ブランドを展開している。

## 沿革
- 1999年（平成11年）1月12日 : エヌエイチエムワールドワイドジャパン株式会社として、東京都港区虎ノ門に本社を置き設立。
- 2001年（平成13年）5月 : 商号をミドルウッドキャピタルジャパン株式会社に変更。
- 2003年（平成15年）6月 : 本社を東京都港区芝に移転。
- 2008年（平成20年）6月 : 現商号（株式会社ミドルウッド）に変更。
- 2016年（平成28年）7月 : 本社を東京都新宿区歌舞伎町に移転。

## 宿泊施設
- ホテル モントビュー米沢
- グランパークホテル ザ・ルクソー南柏
- グランパークホテル パネックス東京
- グランパークホテル パネックス千葉
- グランパークホテル パネックス君津
- グランパークホテル パネックスいわき
- グランパークホテル パネックス八戸
- グランパークホテル エクセル木更津
- グランパークホテル エクセル福島恵比寿
- グランパーク・イン 北千住
- グランパーク ホテルかずさ
- ホテル カターラ リゾート＆スパ
- サヤン・テラス ホテル＆リゾート
- ガーデンホテル　紫雲閣東松山
- 総合イベントホール グランポート木更津
- ホテルかずさ

## ダンス・エンタテインメント施設
- ジールワールドワイド
- ダンススタジオジール
- ジールスタジオ東京
- ジールスタジオ横浜
- ジールスタジオ川口
- ジールスタジオ自由が丘
- レンタルスタジオ ジールシアター

## かつて運営していた施設
- 岡部ホテルグループ（ホテルニュー岡部） - 経営破綻した岡部ホテルグループより買収したコニックホールディングスより委託され2009年7月に運営開始したが、2010年2月に大江戸温泉物語に譲渡
  - 伊東ホテルニュー岡部
  - 鬼怒川観光ホテル
  - ホテルニュー塩原
  - 川治温泉　らんりょう